# يو إف سي 240
يو إف سي 240: هولواي ضد إدغار (بالإنجليزية: UFC 240: Holloway vs. Edgar) هو حدث لفنون القتال المختلطة نظمته يو إف سي، أُقيم في 27 يوليو 2019، على روجرز بليس في إدمونتون، ألبرتا، كندا.